# Organització territorial de Finlàndia

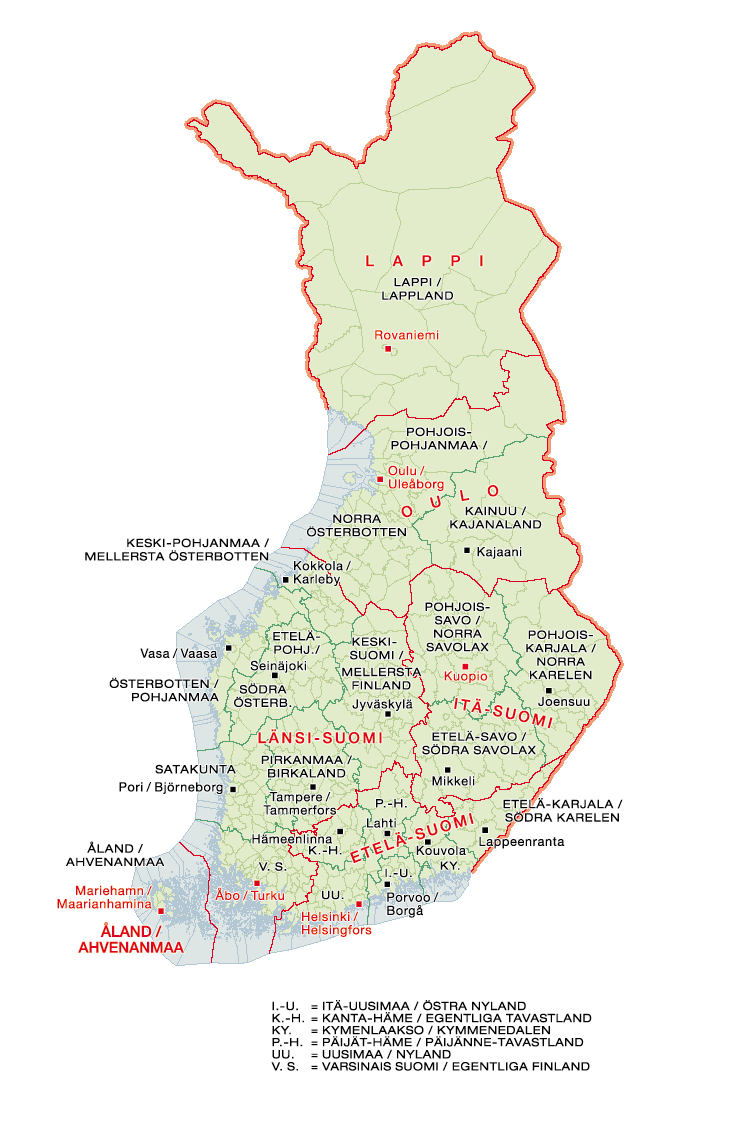
Subdivisions de Finlàndia

Divisió municipal de Finlàndia

L'Organització territorial de Finlàndia des de l'1 de gener de 1895 fins al 2009 era la següent:
- Sis províncies (en finès lääni, en suec län)
- Les províncies es dividien en vint (actualment són 19) regions (en finès maakunta, en suec landskap)
- Les regions es dividien en 74 subregions (en finès seutukunta, en suec ekonomisk region)
- Les subregions es dividien en 342 municipis (en finès kunta, en suec kommun)

Anteriorment hi havia hagut les Províncies històriques de Finlàndia (Finès: maakunnat o provinssit – singular maakunta o provinssi), suec: landskap).
També hi ha 90 districtes locals (en finès kihlakunta, en suec härad) que s'usen com a unitats administratives locals de l'estat i coordinen feines com la policía i la justícia. Aquestes són oficialment subdivisions de les províncies. Només les províncies i els districtes locals són formalment unitats administratives de l'estat.
Les decisisions polítiques són escollides a nivell estatal o municipal, ara bé, els nivells intermedis tenen certs poders, però la representació popular en aquests nivells és extremadament limitada. Des de 2005 hi ha un cell elegit directament a la regió de Kainuu, un model que pot ser usat en altres regions si aquest pla es considera prou adequat.